# Битва при Хемнице
Битва при Хемнице — сражение Тридцатилетней войны, произошедшее 14 апреля 1639 года, в ходе которого шведские войска под командованием фельдмаршала Юхана Банера разбили объединённую имперско-саксонскую армию под командованием генерал-лейтенанта Маттиаса Галласа.

## Битва
За два дня до битвы армия Юхана Банера соединилась с армией Леннарта Торстенссона. Из-за этого объединённая армия подошла к Хемницу на день позже. Имперские и саксонские войска узнали об этом только на следующий день, после чего покинули свои квартиры в Хоэнштайн-Эрнстталь и отступили. Тем не менее при отступлении арьергард Галласа был обнаружен и разбит шведской армией. Это позволило имперцам выиграть время, и их войска успели построиться в боевой порядок.
Имперцы расположили свои фланги слева перед Хемницем прямо за одноимённой рекой. Сначала шведы бросили свою кавалерию в атаку на левый фланг имперцев, который не выдержал атаки и развалился.
Воодушевлённый успехом, Банер пересёк Хемниц и атаковал правый фланг Галласа. Правое крыло также было обращено в бегство. Шведы нанесли имперцам сокрушительное поражение, курфюршество Саксония было потеряно. Шведы, не использовавшие свою артиллерию и пехоту, захватили всю артиллерию и обоз противника. Победа открыла Юхану Банеру дорогу в Чехию.